# Beipiaopterus
Beipiaopterus es un género extinto de pterosaurios de la familia Ctenochasmatidae del que solo se conoce una especie, Beipiaopterus chenianus. Vivió durante la etapa del Aptiense en el Cretácico Inferior en lo que hoy es la formación de Yixian, en la provincia de Liaoning, China.
El género fue nombrado en 2003 por Lü Junchang. El nombre del género se deriva de la ciudad de Beipiao en Liaoning y el término griego latinizado pteron, "ala". El nombre de la especie, chenianus, honra al paleontólogo chino Chen Peiji.
La única especie conocida se basa en el espécimen holotipo BPM 0002, un esqueleto aplastado parcial de un individuo subadulto en una losa, que carece del cráneo. Incluye cuatro vértebras cervicales, catorce dorsales, tres sacrales y nueve caudales, un ala izquierda completa y las dos extremidades posteriores. Restos de tejidos blandos también se preservaron, incluyendo membranas alares parciales, una membrana sujeta a la tibia, una "melena" en el cuello y una membrana en los dedos de los pies. Tenía una envergadura de un metro y mediría cerca de cincuenta centímetros de largo si el cráneo tenía la misma longitud que el resto del cuerpo: 103 milímetros para el cuello, diez centímetros para la parte posterior y 37 milímetros para la cola. En el dedo del ala la cuarta falange, normalmente la situada en el extremo, estaba completamente ausente; de acuerdo con Lü esto no es producto de la preservación sino que es la condición normal del animal, la cual solo se había reportado en Nyctosaurus.
En 2005 se publicó un estudio de la membrana alar a través de un microscopio electrónico de barrido (SEM, por sus siglas en inglés), mostrando que contenía muchos vasos sanguíneos, lo cual indica que jugaba un papel en la termorregulación del animal y reafirma la hipótesis de que los pterosaurios eran de sangre caliente.
Lü asignó a Beipiaopterus a la familia Ctenochasmatidae debido al alargamiento de las vértebras cervicales y la forma general del húmero. Esto se ha apoyado mediante los análisis cladísticos que han mostrado que es un miembro basal de este grupo.